# Bảy Viễn
Lê Văn Viễn (1904 - 1972) tức Bảy Viễn, nguyên là người cầm đầu một băng đảng xã hội đen, là tướng cướp lừng danh trước năm 1945, về sau tham gia tổ chức lực lượng vũ trang kháng chiến chống Pháp và hợp tác với Việt Minh, rồi ly khai trở về hợp tác với chính phủ Quốc gia Việt Nam do Hoàng đế Bảo Đại làm Quốc trưởng và được phong Thiếu tướng Quân đội Quốc gia Việt Nam. Ông cũng là thủ lĩnh của Lực lượng Bình Xuyên kiêm Tổng trấn Sài Gòn-Chợ Lớn. Năm 1955, Bảy Viễn chỉ huy lực lượng này chống chính phủ và bị Thủ tướng Ngô Đình Diệm dẹp tan, nên phải đào thoát và lưu vong sang Pháp.

## Thân thế

### Xuất thân
Bảy Viễn sinh năm Giáp Thìn 1904 tại làng Phong Đước, tổng Tân Phong Hạ, quận Trung Quận, tỉnh Chợ Lớn, Nam Kỳ, Liên bang Đông Dương (Nay là xã Phong Phú, huyện Bình Chánh, Thành phố Hồ Chí Minh, Việt Nam) trong một gia đình điền chủ trung lưu gốc Hoa (Cha người Trung Quốc, mẹ người Việt). Thân phụ là Lê Văn Dậu, người Triều Châu (Quảng Đông, Trung Quốc), một điền chủ Hoa kiều và cũng là một đàn anh giang hồ nhóm Nghĩa Hòa (Triều Châu) thuộc Thiên Địa hội, mang tinh thần Phản Thanh phục Minh, nên Bảy Viễn có máu giang hồ từ nhỏ.
Trong tác phẩm "Bảy Viễn, ông trùm Chợ Lớn" của tác giả Pierre Darcourt - nhà báo văn sĩ người Pháp sinh tại Việt Nam - đã chiếu theo hồ sơ của Mật thám Pháp tại Nam Kỳ, viết rằng: "Lê Văn Dậu sinh tại Trung Hoa (Nhà Thanh), có cha là người Triều Châu và mẹ là người vùng miền khác vì ông được gia đình bên Ngoại truyền dạy kha khá vốn chữ Hán bài bản, nên đã tham gia nhóm Nghĩa Hòa (Triều Châu) của tổ chức Thiên Địa hội ngay từ thời thiếu niên, nhưng không rõ ông gia nhập trước hay sau khi di cư sang Việt Nam. Sau khi di dân sang Nam Kỳ (Đông Dương thuộc Pháp) và định cư tại Chợ Lớn, ông trở thành một điền chủ giàu có và nhanh chóng được nhóm Nghĩa Hòa suy tôn làm một trong những Giáo chủ (Thủ lĩnh). Lê Văn Dậu tuy là tay anh chị giang hồ nhưng ông rất được nể trọng vì bản tánh cương trực, trung thực, lương thiện và công bằng. Là người trọng danh dự, ông Dậu hết lòng bảo vệ quyền lợi phe nhóm và em út cũng như luôn giúp đỡ bà con làng xóm và những người khốn khó, và do là một trong những đàn anh có tiếng của nhóm Nghĩa Hòa ở Chợ Lớn, nên ông cũng thường đứng ra làm trung gian hòa giải mâu thuẫn xung đột giữa các băng nhóm. Bảy Viễn lúc nhỏ ương ngạnh, hung bạo và khó bảo nên thường bị cha rầy la và dạy dỗ nghiêm khắc".
Tánh giang hồ hảo hán của ông Dậu có ảnh hưởng rất lớn đến Viễn, nhờ vậy mà sau này, tay giang hồ nghĩa hiệp trọng tình bạn và tình anh em như Bảy Viễn luôn được đàn em và bạn bè - kể cả các trùm xì-thẩu người Tàu ở Chợ Lớn - kính nể.
Tuy sinh ra trong gia đình điền chủ khá giả, lúc nhỏ sống đầm ấm sung túc và được học hành đàng hoàng, nhưng Viễn ham chơi nên chỉ học hết Tiểu học trường làng, và sau vì cảm thấy thiệt thòi một cách bất công trong việc chia gia tài nên Viễn bỏ nhà đi bụi, tự lực cánh sinh rồi học võ ở nhiều nơi nên ông rất giỏi võ và rất có máu mặt trong việc đánh đấm giành địa bàn.
Về diện mạo, Bảy Viễn khuôn mặt chữ điền, lông mày rậm, tóc cứng và dày, đen nhánh, được húi cua kiểu nhà binh, môi dày, mũi cao và thẳng, đặc biệt là cặp mắt sáng dữ dằn mang tướng mạo của kẻ đàn anh, nên tuy dân giang hồ nhưng Bảy Viễn rất điển trai và phong độ, mang phong thái của một vị tướng thực thụ.
Về hình thể, Bảy Viễn cao 1m70, dáng to vạm vỡ, trên khắp cơ thể đều có hình xăm, cả một con Rồng lớn chiếm trọn tấm lưng, đầu Rồng trên cổ, đuôi Rồng tận hậu môn, hai vai xăm hình Đầm trần truồng, trên dương vật xăm chữ Tàu và ngay trên quy đầu xăm hình đầu Rắn, ngoài ra còn có vết sẹo dài 6 cm trên cánh tay trái (Nguyên là hình xăm đã bị Viễn lấy dao tự rạch lên để xóa bỏ vết xăm). Tuy xăm cùng mình và là dân anh chị nhưng Bảy Viễn rất chú trọng cách ăn mặc, luôn ăn vận chỉnh tề, từ quân phục đến thường phục đều vừa vặn với thân hình lực lưỡng, cao và cân đối nên ông trông lúc nào cũng lịch lãm và uy nghiêm.

### Tuổi trẻ
Ngày 14 tháng 2 năm 1921, Bảy Viễn vào tù lần đầu với bản án 20 ngày tù giam khi mới 17 tuổi do phạm tội trộm xe đạp (Thời bấy giờ, xe đạp là tài sản có giá trị rất lớn, và thật ra chiếc xe đạp ấy vốn của gia đình Viễn, nhưng vì bà mẹ đem cho một người bà con mà ông không biết, khi phát hiện chiếc xe đang nằm ở nhà người ta thì ông mang về, nên bị hàm oan, cũng có thể đây là lý do khiến Viễn bị thiệt thòi trong vụ chia gia tài, nguyên nhân dẫn đến việc bỏ nhà đi bụi).
Trước năm 1945, Bảy Viễn là tay giang hồ tướng cướp khét tiếng làm điên đảo giới nhà giàu và các chủ tiệm vàng cũng như ngành an ninh của chính quyền Thuộc địa khắp Sài Gòn-Chợ Lớn, khiến người Pháp phải ráo riết truy bắt. Trong tác phẩm "Bảo Đại, hay những ngày cuối cùng của vương quốc An Nam", tác giả Daniel Grandclément đã miêu tả rằng: "Bảy Viễn là một đầu sỏ lưu manh thực thụ, từng cầm đầu mafia Chợ Lớn. Trưởng thành từ cuộc sống đường phố và trở thành thủ lĩnh nhờ sức mạnh võ biền, Viễn đánh nhau rất liều lĩnh để xưng hùng xưng bá, là tướng cướp nhưng nổi danh chỉ đánh vào bọn nhà giàu".
Ban đầu Bảy Viễn nổi danh là tay anh chị chợ Bình Đông, chuyên bảo kê các trường đá gà và thu tiền xâu từ các sòng bạc, Viễn còn có cả một băng đảng do mình cầm đầu chuyên "bảo kê" cho các hãng xe đò chạy tuyến Sài Gòn-Biên Hòa và Vũng Tàu. Sau đó Bảy Viễn mở rộng địa bàn hoạt động, vào trung tâm thành phố Chợ Lớn làm bảo kê cho các tay xì-thẩu người Tàu.
Ngày 31 tháng 5 năm 1927, Bảy Viễn bị phạt giam 2 tháng tù về tội hành hung gây thương tích (Lúc ấy Viễn đang làm cho một ông chủ sòng bạc người Tàu, nhưng vì mâu thuẫn mà "nện" tên chủ một trận). Bảy Viễn tiếp tục các hoạt động của mình ngay khi được trả tự do, và nhờ công việc làm ăn phát đạt, Viễn dần mua cổ phần trong hai nhà hàng, một công ty Taxi, một quán rượu đêm và tài trợ cho một mạng lưới các nhà máy chưng cất rượu bí mật.
Ngày 12 tháng 9 năm 1935, một chiếc xe đò chở khách đi Phan Thiết bị năm người mang súng ngắn chặn lại khi băng ngang Rừng Lá, hai thương gia giàu có người Tàu bị cướp số tiền 6.000 đồng, một trong số họ, Lin Fung Ha, nhận diện ra đuợc Bảy Viễn qua ảnh chụp. Ngày 20 tháng 6 năm 1936, Bảy Viễn bị bắt tại nhà của một ả tình nhân trên đường "Rue de Louvain" ở Sài Gòn (Nay là đường Đề Thám, quận 1, Thành phố Hồ Chí Minh). Khi bị bắt, Viễn không có vũ khí trong người, nhưng lục soát trong nhà thì cảnh sát tịch thu được một khẩu súng Sauer của Đức kiểu năm 1930, cỡ nòng 7.65 mm với 32 viên đạn. Có thuyết khác thì cho rằng trong một vụ cướp tiệm vàng ở Giồng Ông Tố, Viễn lấy được 6.000 đồng (Tương đương với 600 tấn gạo), nhưng sau đó không lâu thì bị bắt.
Ngày 28 tháng 8 năm 1936, Bảy Viễn bị kêu án 12 năm tù và đày đi Côn Đảo về tội tổ chức băng đảng và tàng trữ vũ khí bất hợp pháp. Tuy nhiên, đến năm 1940, Viễn vượt ngục thành công về đất liền. Trong khoảng thời gian ngồi khám lần đầu này, Bảy Viễn đã hạ được một tay trùm du đãng gốc Khmer để trở thành ông vua du đãng mới, rồi còn quyến rũ và dan díu với cô vợ của một tên Thầy chú (Cai ngục), cô này rất mê Viễn nên sẵn sàng giúp đỡ và hỗ trợ ông.
Năm 1941, Bảy Viễn bị bắt cùng Mười Trí (Huỳnh Văn Trí), một người bạn mới quen trong vụ tổ chức cướp xưởng mộc Bình Triệu. Mười Trí cũng là dân giang hồ, giỏi võ, vì bất mãn xã hội mà lập nên một nhóm cướp gây chấn động cả Sài Gòn-Chợ Lớn, vì vậy cả hai có duyên gặp và kết thân. Tòa án tuyên phạt Bảy Viễn 12 năm khổ sai cộng thêm 8 năm còn thiếu trước đây thành 20 năm. Sau đó Bảy Viễn lại vượt ngục thành công nhưng máu "phiêu lưu" vẫn âm ỉ nên Viễn và Mười Trí lại tổ chức đi cướp lần nữa, rồi lại bị bắt đày ra Côn Đảo lần thứ 3. Đến năm 1945, sau khoảng thời gian chuẩn bị chu đáo nhưng dài hơi vì vợ chồng Thầy chú đã được triệu hồi về đất liền, Bảy Viễn và Mười Trí cùng vài người bạn thân lại tổ chức vượt ngục thành công lần cuối cùng (Có tài liệu nói Bảy Viễn được người Nhật thả ra sau khi đảo chính người Pháp thành công để tính kế lâu dài). Lịch sử nhà tù Côn Đảo chỉ khoảng 10 cuộc vượt ngục thành công mà Bảy Viễn đã chiếm đến 3.

## Binh nghiệp

### Tham gia kháng chiến

Bảy Viễn (Khoảng thời gian sống lưu vong tại Pháp)

Tháng 8 năm 1945, vừa vượt ngục trở về cũng là lúc nổ ra Tổng khởi nghĩa tháng Tám. Được một số nhân vật trong Xứ ủy Nam Kỳ móc nối, Bảy Viễn cùng Mười Trí tập hợp lực lượng du đãng tại Sài Gòn hợp tác với Trần Văn Giàu tham gia Kháng chiến chống Pháp. Bộ đội Lê Văn Viễn xây dựng thành Chi đội 9 do Lê Văn Viễn làm Chi đội trưởng và thuộc Liên khu Bình Xuyên, sở chỉ huy đặt tại Vườn Thơm (Bình Chánh) và do Ba Dương (Tức Dương Văn Dương) làm Tổng chỉ huy.
Chi đội 9 của Bảy Viễn còn được gọi là "Bộ đội Phú Thọ" hoặc "Bộ đội Bảy Viễn", dù vậy, đơn vị của Bảy Viễn tuy tuân thủ chỉ thị quân sự của cấp trên nhưng lại từ chối tiếp nhận những chính trị viên do cấp trên cử xuống.  Tháng 10 cùng năm, Bảy Viễn đưa đơn vị rời Vườn Thơm rút về mật khu Rừng Sác. Cuối tháng 11, ông được Ủy ban Hành chính lâm thời cử làm Tư lệnh tối cao các Lực lượng Kháng chiến Sài Gòn-Chợ Lớn kiêm Chỉ huy trưởng khu Sài Gòn-Chợ Lớn.
Trong khoảng thời gian gần 3 năm trước khi về thành, Bảy Viễn đã chỉ huy Chi đội 9 Bộ đội Bình Xuyên đánh nhiều trận quyết liệt, gây không ít thiệt hại cho Quân đội Pháp.
Ngày 20 tháng 2 năm 1946, Tổng chỉ huy Ba Dương hy sinh trong một trận chống càn của Pháp ở Bến Tre, khi chỉ huy một bộ phận quân Bình Xuyên vượt sông Soài Rạp từ Rừng Sác về cứu nguy cho mặt trận An Hóa-Giao Hòa. Sau khi Ba Dương hy sinh, Bảy Viễn vận động để nắm chức Tư lệnh Bình Xuyên nhưng một số cán bộ Chỉ huy trưởng các Chi đội Bình Xuyên không tán thành.
Ngày 12 tháng 4 năm 1946, tướng Nguyễn Bình, Tư lệnh các Lực lượng vũ trang Nam Bộ ký quyết định phong Năm Hà (Tức Dương Văn Hà, em cùng cha khác mẹ của Dương Văn Dương) làm Tư lệnh Lực lượng Bình Xuyên thay cho Ba Dương. Vì vậy, tháng 7 cùng năm, Nguyễn Bình ký quyết định phong Bảy Viễn làm Đệ nhất Khu bộ phó Chiến khu 7 (Đệ nhị Khu bộ phó là Huỳnh Văn Nghệ tức Tám Nghệ) với ý định tách Viễn ra khỏi vị trí trực tiếp chỉ huy Lực lượng Bình Xuyên và để ông không từ bỏ kháng chiến về hợp tác với Pháp và Cộng hòa Tự trị Nam Kỳ.
Trung tuần tháng 12 cuối năm, Bảy Viễn chính thức giữ chức Khu bộ phó Chiến khu 7, đồng thời cũng trong tháng này Đại úy Savani - Trưởng Phòng nhì Pháp (Cơ quan tình báo Quốc phòng Hải ngoại của Pháp) cho cài người vào Chi đội 9 bí mật tiếp xúc với Bảy Viễn nhằm mục đích lập Chiến khu Quốc gia Rừng Sác. Các tay nội gián mà Phòng Nhì cài vào gồm 4 người: Anh em Lại Văn Sang (Tư Sang)-Lại Hữu Tài (Năm Tài) - hai tay trí thức do Maurice Thiên giới thiệu - với vai trò các cố vấn thân cận, luôn theo sát tác động Bảy Viễn; Lâm Ngọc Đường - nhân viên Phòng Nhì cùng Maurice Thiên - tay tư sản khá giả và cũng là nhân viên Phòng Nhì hoạt động dưới danh nghĩa là cơ sở kinh tài ở trên thành của Chi đội 9, chuyên tiếp tế nhu yếu phẩm từ Sài Gòn về Rừng Sác.

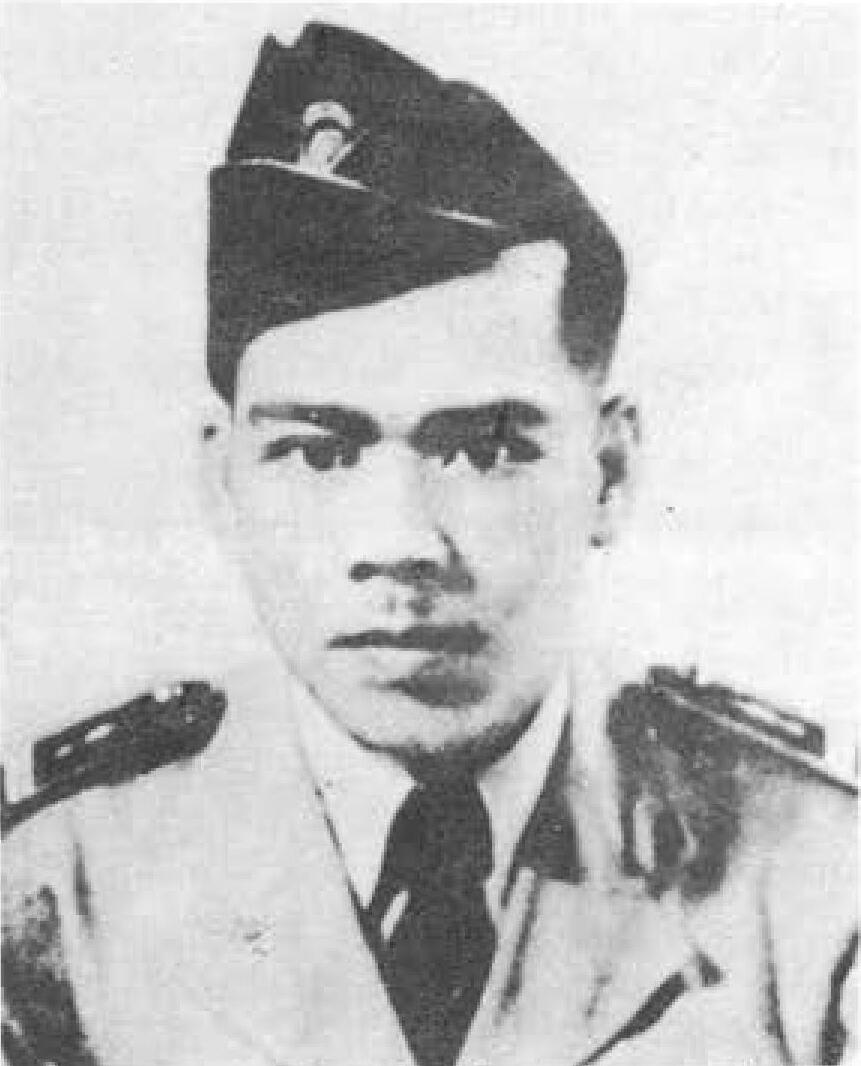
Đại tá Lê Văn Viễn (khoảng năm 1948-1949)

Những ngày đầu theo kháng chiến, Bảy Viễn chỉ biết Maurice Thiên và Lâm Ngọc Đường đang làm công việc hành chính văn phòng cho Pháp, Viễn chưa biết cả 4 người thân tín này đều là nhân viên Phòng Nhì (Riêng Maurice Thiên - tay tư sản trí thức gốc Tàu lai vô dân Tây, là bạn thân của Bảy Viễn hơn chục năm).
Trong đêm tiệc mừng chính thức nhậm chức Đệ nhất Khu bộ phó Chiến khu 7, ngoài việc mời các Chi đội trưởng Liên khu Bình Xuyên và Đệ nhị Khu bộ phó Huỳnh Văn Nghệ, thì với sự gợi ý của hai anh em cố vấn họ Lại, Bảy Viễn đã cho mời hai vị lãnh đạo tôn giáo lớn nhất Nam Bộ là Hộ pháp Phạm Công Tắc của Đạo Cao Đài và Giáo chủ Phật giáo Hòa Hảo Huỳnh Phú Sổ, cũng như mời cả Lâm Ngọc Đường cùng Maurice Thiên - hai trùm nhân viên Phòng nhì Pháp, đồng thời cũng là cấp trên thực tế của hai anh em họ Lại - ở Sài Gòn về căn cứ Rừng Sác dự tiệc.
Với sự tác động tinh vi và từ từ của hai anh em Tài-Sang nhằm khoét sâu mâu thuẫn giữa Bộ đội Bảy Viễn với Bộ đội Nguyễn Bình mà Bảy Viễn ngày càng nghi ngờ việc mình được phong chức Đệ nhất Khu bộ phó cao hơn Tám Nghệ. Hai anh em họ Lại còn to nhỏ với Bảy Viễn về việc Nguyễn Bình, Huỳnh Văn Nghệ cùng Bộ Tư lệnh Việt Minh thật ra là những người Cộng Sản, khi quyết định việc gì cũng có tính toán riêng và cho rằng Bảy Viễn đang sống trong sự kìm kẹp của cả Cộng Sản Việt Minh lẫn Thực dân Pháp nên Viễn quyết định nghe theo lời đề nghị của Năm Tài và Maurice Thiên là tạm thời "án binh bất động", không xung đột với Việt Minh mà cũng không giao tranh với Pháp. Bảy Viễn không biết ông đã có quan hệ với các nhân viên Phòng Nhì, khiến cho bản thân và Chi đội 9 bị Phòng Nhì thao túng, vô hình trung tạo chứng cứ để Nguyễn Bình cùng Bộ Tư lệnh Khu 7 càng thêm nghi ngờ Viễn phản bội kháng chiến.

Bảy Viễn trước khi đọc diễn văn, tháng 7 năm 1948

Chưa kể, tiếp theo đó là những tin tức về việc Cựu hoàng Bảo Đại đang trong quá trình đàm phán với chính phủ Pháp nhằm thành lập một chính phủ Quốc gia Việt Nam độc lập được Pháp công nhận và bảo trợ khi gia nhập khối Liên hiệp Pháp. Biết rằng Bảy Viễn là chiến sĩ Quốc gia không đảng phái nên Phòng nhì Pháp ra sức làm lung lay lập trường của Bảy Viễn khi tạo ra viễn cảnh một chiến sĩ cách mạng nay trở về với "Chính nghĩa Quốc gia" và phục vụ cho chính phủ của một nước Việt Nam độc lập phi Cộng Sản vì Phòng Nhì cũng biết rằng Bảy Viễn ít nhiều vẫn chưa muốn kết thúc sự nghiệp kháng chiến mà ông đã đi theo từ những ngày đầu.
Phòng nhì Pháp còn muốn tiến xa hơn khi không ngừng chiêu dụ Bảy Viễn lập Chiến khu Quốc gia Rừng Sác, lôi kéo các Chi đội Liên khu Bình Xuyên cùng theo về thành nhằm làm suy yếu Lực lượng kháng chiến Việt Minh. Thực tế đây là những nhiệm vụ mà Phòng nhì Pháp vạch ra giao cho 4 nhân viên nội gián của mình đang nằm vùng trong Chi đội 9.
Cuối tháng 1 năm 1948, sau khi Khu trưởng Khu 7 Nguyễn Bình được phong quân hàm Trung tướng Quân đội nhân dân Việt Nam và được đề bạt làm Uỷ viên Quân sự Nam Bộ kiêm Tổng chỉ huy chiến trường Nam Bộ, thì cả Nguyễn Bình và Ủy ban Hành chính-Kháng chiến Nam Bộ quyết định phong Bảy Viễn làm Khu bộ trưởng Chiến khu 7 với hy vọng rằng có thể lôi kéo đưa Viễn về chỉ huy Tổng hành dinh Bộ Tư lệnh Khu 7, quyết tâm không để ông rời bỏ kháng chiến dù Bộ Tư lệnh Khu đã nắm được nhiều chứng cứ chứng minh việc Bảy Viễn "đi đêm" với Phòng Nhì.
Biết Bảy Viễn rất nể Tám Nghệ (Huỳnh Văn Nghệ) vì những chiến công lớn của Bộ đội Tám Nghệ tại chiến trường miền Đông nên Nguyễn Bình tin tưởng cử Tám Nghệ vào Rừng Sác thuyết phục Bảy Viễn về Khu nhận chức Khu trưởng Khu 7. Gặp được Tám Nghệ, Bảy Viễn vui mừng tiếp đón nồng nhiệt, nhưng sau đó liền bày tỏ thái độ nghi ngờ về kế sách "điệu Hổ ly sơn" của Nguyễn Bình, nên đã được Tám Nghệ trấn an và khích tướng: 
"Anh được đề bạt (Khu trưởng Khu 7) là vinh dự cho cả giới giang hồ đi theo kháng chiến. Làm Khu trưởng, anh sẽ quy tụ thêm anh hùng hào kiệt để quân ta ngày thêm đông, lực lượng kháng chiến càng thêm mạnh. Với lại... Cọp ở đâu cũng là Cọp... Hắc Hổ tướng quân Bảy Viễn ở Rừng Sác hay ở Tháp Mười vẫn là Cọp, không lẽ  xuống đồng, Cọp biến thành Chồn-Cáo hay sao?"

Bảy Viễn đọc diễn văn, tháng 7 năm 1948

Lo ngại việc Tám Nghệ thất bại nên Khu 7 đã phải nhờ cả người bạn thân chí cốt của Viễn là Mười Trí đi thuyết khách. Được hai vị chỉ huy quân sự nổi danh khích lệ nên Bảy Viễn đồng ý về họp tại Bộ Tư lệnh Khu, nhưng việc nhận chức Khu trưởng hay không còn tùy vào tình hình. Vài tháng sau, ngày 20 tháng 5 năm 1948, Bảy Viễn cùng hai Đại đội võ trang (Khoảng 200 lính) thiện chiến và trung thành của mình đi Đồng Tháp theo lời mời của Nguyễn Bình, đến dự cuộc họp quan trọng do Nguyễn Bình chủ trì với mục đích phong Viễn chức Khu bộ trưởng Chiến khu 7, đồng thời giải quyết những mâu thuẫn đang tồn tại giữa Bộ đội Bình Xuyên của Bảy Viễn và Bộ đội Nguyễn Bình.
Tại cuộc họp, Bảy Viễn đã trả lời rắn chắc và đanh thép các chất vấn của Nguyễn Bình về những mâu thuẫn nội bộ và tỏ ý nghi ngờ việc phong chức Khu trưởng Khu 7 mà trước đó Viễn cho rằng người xứng đáng nhận chức này hơn phải là Huỳnh Văn Nghệ vì theo Viễn những chiến công của Bộ đội Tám Nghệ vượt xa Bộ đội Bảy Viễn. Được Nguyễn Bình tiết lộ tin tình báo rằng hai anh em cố vấn Tài-Sang là người của Phòng Nhì và cáo buộc Bảy Viễn bao che tay sai mật thám, nên trong lúc hội nghị tạm ngưng, chính Bảy Viễn đã tra hỏi cả hai tên và được Năm Tài thừa nhận thì Viễn mới biết mình đã bị Phòng Nhì nắm thóp từ lâu.
Sau vì Bảy Viễn lưỡng lự việc nhận chức Khu trưởng Khu 7 và tỏ vẻ bất hợp tác nên Nguyễn Bình quyết định giải tán các đơn vị Bình Xuyên, phiên chế thành các đơn vị Vệ quốc Đoàn để phá tan âm mưu chia rẽ các Lực lượng kháng chiến và Việt Minh của Phòng nhì Pháp, mặc cho nhiều lãnh đạo chủ chốt bên phía Bình Xuyên phản đối quyết định này (Bao gồm cả Mười Trí, Chi đội trưởng Chi đội 4). Bảy Viễn phản đối quyết liệt đồng thời tố cáo Nguyễn Bình muốn thiết lập chế độ Đảng trị và củng cố uy quyền cá nhân nên đã sát hại Giáo chủ Phật giáo Hòa Hảo Huỳnh Phú Sổ và hai lần ám sát Viễn nhưng bất thành. Bảy Viễn nói với Nguyễn Bình:
"Chúng tôi không hài lòng về cung cách đồng chí đối xử với chúng tôi. Bình Xuyên đã chiến đấu từ trước khi đồng chí vào tới Nam Bộ, đồng chí không hề đề nghị giúp đỡ gì chúng tôi, mà đồng chí chỉ hạ lệnh bắt chúng tôi phải thi hành. Chúng tôi đã đánh giặc suốt 30 tháng qua và đã có hơn ba trăm anh em hy sinh. Suốt trong ba năm chiến đấu đó, chúng tôi không hề nhận được của Việt Minh và Hà Nội một hột gạo, một con cá khô, một khẩu súng, một viên đạn. Những đoàn công-voa (Convoi) từ Bắc vào, đi ngang qua vùng của chúng tôi, đã được chúng tôi bảo vệ để vận chuyển mọi thứ đến đơn vị của các đồng chí an toàn. Cả những khi các đồng chí bị Tây truy kích, chúng tôi cũng hậu tập giải vây và ngăn cản để các đồng chí rút lui êm...
Chúng tôi nghĩ rằng các chánh trị viên không có gì để dạy dỗ chúng tôi. Chúng tôi đã ý thức cầm súng chiến đấu vì nền độc lập của Tổ quốc, và để đòi tự do. Chúng tôi không chiến đấu cho một chế độ Đảng trị, hay để củng cố uy quyền lãnh đạo đã nhẫn tâm tàn sát đồng đội một cách tàn độc hơn là đối với quân thù..."
Bảy Viễn chất vấn Nguyễn Bình vì sao giết Giáo chủ Hòa Hảo Huỳnh Phú Sổ thì được Nguyễn Bình trả lời:
"Đó là kẻ lúc nào cũng mưu tính diệt Cộng Sản và cá nhân tôi, cho nên phải tiêu diệt."
Trong lúc Bảy Viễn vẫn còn dự hội nghị tại Đồng Tháp, thì cùng lúc, Bộ Tư lệnh Khu 7 (Bộ đội Nguyễn Bình) đã chỉ đạo triển khai cuộc thanh trừng nhân viên Phòng nhì Pháp trong nội bộ Bình Xuyên, tổ chức cuộc tảo thanh nhằm vào Bộ chỉ huy Chi đội 9 và Tổng hành dinh của Bảy Viễn tại Căn cứ Rừng Sác. Đến sáng ngày 24 tháng 5 năm 1948 thì Bộ Tư lệnh Khu 7 đã bắt gọn các nhân viên Bộ chỉ huy Chi đội 9, chính Lâm Ngọc Đường cũng bị bắt trong lúc đang loay hoay tìm đường thoát thân và chưa kịp phi tang các tang chứng gồm một chiếc cặp đựng các tài liệu Pháp gửi cho Bảy Viễn, danh sách các nhân viên Phòng Nhì, nhật ký ghi các vụ việc phá hoại, kế hoạch lập chiến khu ma cùng một cặp đầy ắp tiền Đông Dương.
Sau đó vài ngày, khi nhận được tin cấp báo về việc Tổng hành dinh Rừng Sác bị tảo thanh, Bảy Viễn bàng hoàng, vì đối với Viễn, mất Rừng Sác là không còn đường để quay về nên cuối cùng, sau những xung đột không thể giải quyết, Bảy Viễn từ chối chức Khu trưởng Khu 7 và không còn muốn hợp tác với Việt Minh nữa. Trên đường từ Đồng Tháp về Rừng Sác, Bảy Viễn và đoàn tùy tùng bị Trung đoàn 306 của Nguyễn Bình phục kích trong đêm nhưng vì đã đề phòng và chống trả quyết liệt nên Bảy Viễn thoát khỏi vòng vây, sau cuộc đụng độ này thì Bảy Viễn chỉ còn lại hai Trung đội (Khoảng 100 lính).

### Về thành

Đại tá Viễn (bên trái, vận quân phục) và Đại tá Leroy (bên phải, vận complet trắng) tại Bến Tre năm 1949

Tuy cũng phản đối quyết định giải tán các đơn vị Lực lượng Bình Xuyên, nhưng Mười Trí vẫn trung thành ở lại quân kháng chiến Việt Minh. Rạng sáng ngày 27 tháng 5 năm 1948, sau khi Bảy Viễn âm thầm rút quân rời chiến khu Đồng Tháp đã được Mười Trí mời đến Tổng hành dinh đồng thời cũng là nhà của ông ở Đông Thành (Chi đội 4) tá túc, nhằm thuyết phục Viễn quyết định kỹ trước khi quá muộn. Đêm ấy, bà vợ Mười Trí đãi hai anh em bữa cơm thịnh soạn. Mười Trí vì tình bạn, tình anh em từng cùng nhau vào sinh ra tử, từ đi cướp, vô tù đến chiến đấu trên mặt trận, đã khuyên Bảy Viễn nên suy nghĩ thấu đáo và nhất là nên ở lại vì "còn nước còn tát", nếu xảy ra chuyện thì Mười Trí sẽ đứng ra bảo lãnh bất kể hậu quả. Cảm động, Viễn tuy vẫn chưa phục, nhưng hứa hẹn sẽ suy nghĩ kỹ.
Cùng đêm, khi Bảy Viễn đang say giấc, Mười Trí cho gọi thuộc cấp đến, ra lệnh thông báo rằng các lực lượng Bình Xuyên khác ai ở đâu thì ở yên đấy, không được tự ý rời đi khi không có lệnh của ông, nhằm làm giảm tối đa thiệt hại cho quân đội Việt Minh.
Sáng hôm sau, khi cùng nhau dùng bữa cơm gia đình thân tình cuối cùng, Bảy Viễn thông báo đã suy nghĩ kỹ, Viễn quyết định ra đi, trở về Sài Gòn vì không thể sống chung với những người mà ông xem là bất công và xảo quyệt. Mười Trí đã tiên liệu trước, nên dù rất thất vọng về Bảy Viễn và về sự bất lực của mình, vẫn đồng ý tiễn Viễn đi một đoạn dài đến tận xã Hưng Long (Bình Chánh), kể từ đó, cả hai thuộc hai chiến tuyến khác nhau. Mười Trí có làm một bài thơ cảm động về hoàn cảnh này. Điều đặc biệt, bài thơ vẫn được lưu truyền đến nay, gần thị trấn Cái Tàu Hạ, vài cụ cao niên vẫn còn nhớ bài thơ ly biệt của Mười Trí.

Bảy Viễn đứng bên bờ kênh Tàu Hủ gần Tổng hành dinh, ở phía sau cách không xa là cầu chữ Y

Vào lúc 13 giờ trưa ngày 12 tháng 6 năm 1948, qua sự trung gian móc nối của Đại úy Savani - Trưởng Phòng nhì Pháp, Bảy Viễn cùng Năm Tài đi đến một địa điểm cách đồn An Phú khoảng 2 cây số thuộc quận Cần Giuộc họp với 2 sĩ quan Pháp là Đại úy Jean Pouget và Thiếu úy Cistisni để bàn việc trở về hợp tác với Chính phủ Quốc gia.

Bảy Viễn (vận đồ trắng, chắp tay sau lưng) và các thuộc cấp đứng gần Tổng hành dinh cạnh cầu chữ Y

Sau khi Bảy Viễn về thành, Maurice Thiên ngay lập tức tổ chức xây cất các dãy nhà phố kiểu khu gia binh quanh khu vực chợ Phạm Thế Hiển - khu chợ tuy mới thành lập nhưng đã sớm thu hút dân tứ xứ di cư đến và nhanh chóng trở thành khu vực sầm uất với nhiều dãy phố nhà lầu vươn cao - để giải quyết vấn đề ăn ở cho hai Trung đội trung thành của Viễn. Riêng Bảy Viễn được Năm Tài lo liệu sang ngay một căn nhà phố tại số 31 Đại lộ Gaudot (Nay là đường Hải Thượng Lãn Ông, quận 5, Thành phố Hồ Chí Minh) làm Dinh thự/Tổng hành dinh kiêm văn phòng liên lạc tạm thời của Bộ tham mưu Lực lượng Bình Xuyên.
Ngoài ra, vì chỉ còn lại hai Trung đội nên Bảy Viễn ra lệnh cho Năm Bé - đàn em thân tín của Viễn - nhanh chóng tuyển quân mộ lính tại các khu vực quanh chợ Phạm Thế Hiển, chợ Xóm Củi, cầu Nhị Thiên Đường, cầu Xóm Chỉ, cầu Chữ Y, chợ Cầu Muối, cầu Ông Lãnh và cầu Tân Thuận, nên chỉ sau vài ba ngày thì quân số Lực lượng Bình Xuyên ly khai đã nhanh chóng nâng lên thành một Tiểu đoàn (Khoảng 1000 lính), được cấp quân phục và trang bị vũ khí đầy đủ, sau đó giao cho Tư Sang huấn luyện quân sự cấp tốc. Nhờ vậy, sau hơn một tuần lễ thì Bảy Viễn đã có trong tay một Lực lượng Bình Xuyên mới.
Ngày 17 tháng 6, Bảy Viễn tuyên bố Lực lượng Bình Xuyên trở về hợp tác với chính phủ Quốc gia Việt Nam, đặt Tổng hành dinh tại số 31 Đại lộ Gaudot, Chợ Lớn. Sau khi về hợp tác với Pháp và Chính phủ Quốc gia, ngày 1 tháng 8 cùng năm Bảy Viễn được Tướng Pierre Boyer de Latour gắn lon Đại tá và thuộc quyền Tổng trấn Nam Phần.
Sau khi Bảy Viễn về thành, phần lớn Lực lượng Bình Xuyên được tổ chức lại và phiên chế thành các Vệ quốc đoàn, bộ phận còn lại do Viễn chỉ huy ly khai Việt Minh để tham gia chính quyền Quốc gia Việt Nam đã trở thành lực lượng Bình Xuyên được biết đến nhiều nhất vào thập niên 1950. Nhóm Bình Xuyên ly khai còn là một lực lượng quân sự bổ sung nằm trong khối Liên hiệp Pháp dưới danh xưng "Công an xung phong", nắm quyền kiểm soát toàn vùng Sài Gòn-Chợ Lớn.
Năm 1949, Bảy Viễn cho xây Tổng hành dinh phía bên kia cầu chữ Y (Hướng quận 8 ngày nay, vị trí sát dạ cầu, bị phá hủy sau khi tướng Dương Văn Minh đánh bại quân Bình Xuyên). Viễn cũng là người bảo trợ cho một ngôi chùa nhỏ tên Bảo Quốc ở gần đấy (Bảo Quốc tự, thành lập năm 1947, nay mang tên là Linh Phước tự, tọa lạc tại số 139 đường Dạ Nam, quận 8, Thành phố Hồ Chí Minh). Theo báo Người Lao Động thì Bảy Viễn còn sở hữu một ngôi biệt thự sang trọng ngay trung tâm thành phố Đà Lạt, tọa lạc tại số 10 Nam Kỳ Khởi Nghĩa, nay là trụ sở của Ủy ban Mặt trận Tổ quốc Việt Nam tỉnh Lâm Đồng.. Ngoài ra, Bảy Viễn còn sở hữu không ít dinh thự trong Chợ Lớn, một trong số đó tọa lạc sát bên hý trường Đại Thế Giới (Nay là tòa nhà số 20 đường Ngô Quyền, quận 5, Thành phố Hồ Chí Minh).

### Ông trùm Chợ Lớn

Bảy Viễn trong cuộc phỏng vấn tại tư dinh năm 1953

Bảy Viễn và Quốc trưởng Bảo Đại gặp nhau lần đầu năm 1949 tại Sài Gòn, sau đó cả hai nhanh chóng kết thân với nhau, nhờ vậy mà Bảy Viễn được Bảo Đại phong "Nam Tước" của Hoàng gia và nhận làm em nuôi dù Bảo Đại nhỏ tuổi hơn Viễn nhiều. Thời đó, người ta cho đấy là vinh hạnh lớn của Bảy Viễn, khi một tướng cướp võ biền gốc giang hồ lại được một cựu Hoàng đế nhận làm em nuôi và kết giao, nhưng ai cũng biết, Bảo Đại tiêu tiền như nước, không bao giờ là đủ khi đồng lương Pháp trả không là gì so với cuộc sống Đế vương của ông ta, còn Viễn đã trở thành một bậc đại tư sản nhờ việc kinh doanh các sòng bạc lớn, Bảo Đại vì tiền, Bảy Viễn vì quyền.
Kể từ đó, Lực lượng Bình Xuyên của Bảy Viễn cũng trở thành một trong những lực lượng bảo vệ Quốc trưởng Bảo Đại, tình bạn giữa Bảy Viễn và cựu Hoàng đế ngày càng thân thiết. Viễn thường lên Đà Lạt nghỉ mát và thăm Bảo Đại, những dịp gặp nhau, cả hai thường cùng đi săn, câu cá hoặc đánh bạc.
Ngày 1 tháng 1 năm 1951, bằng thế lực của mình, "Cọp Rừng Sác" Bảy Viễn đấu thầu thành công và thâu tóm sòng bạc Đại Thế Giới (Casino grand Monde) ở Chợ Lớn vốn thuộc hàng lớn nhất nhì Châu Á hoặc có lẽ toàn Thế giới lúc bấy giờ mà trước đó thuộc quyền quản lý của Lâm Giống, trùm cờ bạc Ma Cao. Theo hồ sơ về tỷ phú Hoa kiều Lý Long Thân do Cảnh sát Việt Nam Cộng hòa lập, hiện lưu trữ tại Cục lưu trữ Việt Nam, thì Lý để cầu thân Bảy Viễn đã bỏ số tiền hơn 4 triệu Franc để tổ chức tiệc chiêu đãi Bảy Viễn và thuộc cấp tại hý trường Đại Thế Giới. Sau đó Lý còn đề nghị Bảy Viễn đứng ra thầu lại sòng bạc Đại Thế Giới dưới sự hỗ trợ tài chính của chính mình với giá 500 nghìn đồng Đông Dương/ngày. Được tỷ phú Hoa kiều hỗ trợ và nhất là được Quốc trưởng Bảo Đại hậu thuẫn tạo mọi điều kiện thuận lợi nên Bảy Viễn dễ dàng trúng thầu khai thác "sới bạc" Đại Thế Giới, đó cũng là mong muốn của Bảy Viễn vì nắm được Đại Thế Giới là nắm được Chợ Lớn, thành phố Trung Hoa giàu có của Việt Nam vừa rộng lớn vừa nhộn nhịp bậc nhất Thế giới, nhiều khả năng thịnh vượng hơn cả Khu phố Tàu San Francisco nổi tiếng của Hoa Kỳ.
Viễn còn trúng thầu sòng bạc Kim Chung (Casino Cloche d'Or), tại khu vực ngày nay là khu chợ Dân Sinh sát cạnh trung tâm thành phố Sài Gòn, đồng thời làm ngơ cho khu mại dâm Bình Khang công khai hoạt động. Có tài liệu còn cho thấy Bảy Viễn móc nối với tên trùm Franchini người đảo Corse (Pháp) - cũng là chủ sở hữu đương thời của Khách sạn Continental - để buôn thuốc phiện và ma túy từ Tam giác Vàng qua Việt Nam rồi tới Âu-Mỹ. Theo các tài liệu trong Trung tâm Lưu trữ Quốc gia thì Lực lượng Bình Xuyên của Bảy Viễn còn tham gia vào rất nhiều các ngành kinh doanh và khai thác khắp Nam Kỳ (Đơn cử như việc Bảy Viễn đứng ra mở sơn tràng khai thác gỗ ở khu vực Sài Gòn-Vũng Tàu cũng như nhiều công trường khác trên cao nguyên, rồi thu thuế,  thiết  lập các đoàn vận  tải,  thiết  lập các công ty xe đò từ Sài Gòn đi các tỉnh miền Tây và Vũng Tàu).
Lực lượng Bình Xuyên do Bảy Viễn chỉ huy vẫn là một đơn vị độc lập, vừa là quân đội vừa là tổ chức xã hội đen khét tiếng với đầy đủ các ban tham mưu, mật thám, gián điệp, chỉ điểm. Bảy Viễn còn cho thành lập những Ban Hành động (Comités d'action), trong thực tế đó là các Ban Ám sát (Comités d'assassinats) gồm khoảng 150 người, mang súng lục và lựu đạn, mỗi lần hoạt động thường đi từng toán 2-3 người. Những toán này được dùng để thanh toán bất cứ ai cạnh tranh hay chống lại các hoạt động của Bình Xuyên. Ngoài ra, Bảy Viễn còn là chủ tịch Đảng "Mặt trận Bình dân" với khoảng 10.000 đảng viên.

Ký giả Pháp Jacques Chancel (thứ 2 từ phải sang) cùng đồng nghiệp phỏng vấn Bảy Viễn (thứ 2 từ trái sang) tại tư dinh năm 1953

Cả nhà văn Daniel Grandclément và Đại úy Jean Pouget (Sau này là Thiếu tá kiêm sĩ quan tùy tùng của Đại tướng Pháp Henri Navarre, Bảy Viễn từng đụng độ Jean Pouget mấy trận ác liệt trước khi về thành) đều cho rằng khu vực Chợ Lớn khá phức tạp và không tướng lĩnh lẫn quan chức Pháp nào có thể khiến tình hình yên ổn cho đến khi Bảy Viễn quay về vì thời thanh niên Viễn từng làm mưa làm gió ở Chợ Lớn nên rất am tường địa bàn này. Là người gốc Hoa, lại trọng chữ tín, luôn sòng phẳng trong việc kinh doanh và cũng nhờ tiếng tăm Lực lượng Bình Xuyên mà chỉ trong thời gian ngắn sau khi về thành, Viễn đã dàn xếp ổn thỏa với các bang nhóm người Hoa giúp mang lại an ninh trật tự, ngay cả các chủ sòng bạc và các tay xì-thẩu người Tàu sừng sỏ nhất cũng không dám bàn cãi dây dưa với đại diện của 3 ngàn tay anh chị quen chém giết được võ trang tận răng.
Chợ Lớn còn là khu vực kinh tế trọng yếu của thủ đô Sài Gòn và cả miền Nam Việt Nam, kết nối với Nam Kỳ Lục tỉnh cũng như vựa lúa của toàn cõi Việt Nam lẫn Đông Nam Á, và vì Bảy Viễn từng theo Việt Minh vào bưng kháng chiến, hiểu rõ lối đánh và tư duy giao tranh của Việt Minh, với sự hiểu biết ấy và mong muốn tiêu diệt quân Nguyễn Bình ở Sài Gòn đã giúp Viễn tiêu diệt quân Cộng sản trong một thời gian rất ngắn. Thật vậy, Lực lượng Bình Xuyên của Bảy Viễn đã chứng tỏ thực lực của mình khi hoạt động tích cực hiệu quả trong việc phá vỡ và quét sạch các cơ sở hạ tầng, kinh tài và nằm vùng của Việt Minh ra khỏi Sài Gòn-Chợ Lớn. Cả người Pháp lẫn Bảo Đại đều rất tin tưởng giao cho Bình Xuyên toàn quyền kiểm soát Sài Gòn-Chợ Lớn cùng Vũng Tàu và căn cứ địa cũ là Rừng Sác để chống lại Cộng Sản Việt Minh, nên Viễn vừa cai quản để giữ an ninh trật tự vừa trông chừng không để Việt Minh thâm nhập quấy phá hòng kiếm tiền hưởng lợi nhằm phát triển lực lượng. Bảy Viễn chính thức trở thành ông chủ Chợ Lớn. Vì vậy, trong khoảng thời gian này, ít có người Cộng sản nào dám đến hoạt động trong nội thành Sài Gòn-Chợ Lớn.

### Tổng trấn Sài Gòn-Chợ Lớn

Bảy Viễn (Thứ 2 từ trái sang) trò chuyện với tướng Hinh (Thứ 2 từ phải sang) trong một cuộc gặp

Năm 1951, Lực lượng Bình Xuyên giải tỏa thành công con lộ 15 Sài Gòn-Vũng Tàu. Ngày 22 tháng 4 năm 1952, Quốc trưởng Bảo Đại phong Bảy Viễn lên cấp Thiếu tướng (Major-général) Quân đội Quốc gia và bổ nhiệm vào chức vụ Tổng trấn Sài Gòn-Chợ Lớn kiêm nhiệm vụ trông coi ngành Cảnh sát-Công an, nên sau đó Bảy Viễn giao chức Giám đốc Nha Cảnh sát Đô thành cho thuộc cấp Lại Văn Sang (Tư Sang).
Trong khoảng thời gian vàng son khi nắm trong tay quyền lực to lớn, vừa là tướng quân đội, vừa nắm toàn quyền ngành an ninh nhưng đồng thời cũng thao túng nhiều hoạt động kinh doanh cùng thế giới ngầm tội phạm, Bảy Viễn trở thành một trong những ông trùm mafia giàu có và quyền lực nhất Đông Dương, thậm chí toàn cõi Đông Nam Á. Bảy Viễn xứng danh là "Bố già" của Việt Nam không thua gì các "Bố già" trùm mafia nổi danh của Ý và Mỹ. Trong giới giang hồ miền Nam trước năm 1975 thì Bảy Viễn là người thành công nhất về quyền lực, sự giàu sang cũng như đạt đến đỉnh cao danh vọng.

### Đảo chính thất bại

Bảy Viễn (Ngoài cùng bên phải) cùng tướng Hinh và tướng Xuân hội đàm Thủ tướng Diệm tại Dinh Độc Lập

Ngày 4 tháng 10 năm 1954, Bảy Viễn cùng tướng Nguyễn Văn Hinh và tướng Nguyễn Văn Xuân vào Dinh Độc Lập để hội đàm cùng tân Thủ tướng Ngô Đình Diệm, nhưng rồi từ chối lời mời của vị Thủ tướng về việc sáp nhập Lực lượng Bình Xuyên vào Quân đội Quốc gia. Ngoài việc cả 3 vị tướng lĩnh chỉ yêu cầu được giữ một số bộ ít ỏi đại diện cho những đoàn thể của mình, thì Bảy Viễn cùng tướng Hinh và tướng Xuân còn yêu cầu được tham chính và đưa ra yêu sách cải tổ toàn diện cùng lập Nội các mới, nên sau đó Diệm cương quyết từ chối không cho Bảy Viễn tham gia chính phủ, vì theo ý của Bảo Đại, ông cựu Hoàng đế này muốn Viễn nhậm chức Bộ trưởng Bộ Nội vụ, Bảo Đại thậm chí còn muốn đưa Bảy Viễn lên làm Thủ tướng trong trường hợp loại bỏ Ngô Đình Diệm khi mâu thuẫn giữa Diệm và ông cựu Hoàng lên đến đỉnh điểm.

Các lãnh đạo giáo phái, từ trái sang phải: Bảy Viễn (Bình Xuyên), Phạm Công Tắc (Cao Đài) và Năm Lửa (Hòa Hảo), ảnh từ video clip

Bình Xuyên và các giáo phái khác như Cao Đài, Hòa Hảo muốn giữ nguyên lực lượng riêng của mình với lý do quân đội họ có lối đánh riêng, nếu sáp nhập vào Quân đội Quốc gia, e là sẽ mất đi hiệu năng chiến đấu. Nhưng vì Diệm không nhượng bộ, nên cả Bình Xuyên, Cao Đài, Hòa Hảo và một số lực lượng khác đã cùng họp bàn ra quyết định thành lập Mặt trận Thống nhất Toàn lực Quốc gia vào ngày 4 tháng 3 năm 1955 với Chủ tịch là Hộ pháp Phạm Công Tắc và Phó chủ tịch là Bảy Viễn nhằm chống đối chính phủ mà Thủ tướng Diệm điều hành thay Quốc trưởng Bảo Đại đang công du ở Pháp. Ngoài ra, Thủ tướng Diệm vốn là người Công giáo trọng tiết hạnh muốn dẹp bỏ các tệ nạn xã hội cũng như cắt đứt các nguồn thu nhập khổng lồ của Bảy Viễn nên đã ra lệnh đóng cửa Đại Thế Giới, Kim Chung cùng các sòng bạc khác do Bình Xuyên điều hành và giải tán khu mại dâm Bình Khang khiến Bảy Viễn tức điên người và tình hình ngày càng gay cấn.
Mặt trận Thống nhất Toàn lực Quốc gia gửi tối hậu thư buộc chính phủ phải có danh sách Nội các mới trước ngày 26 tháng 3 năm 1955, nhưng vì Nội các Ngô Đình Diệm không chịu nhượng bộ nên ngày 28 tháng 3 quân Bình Xuyên đã mở cuộc tấn công Bộ Tổng tham mưu rồi pháo kích vào Dinh Độc Lập, sang tháng 4 thì tấn công thành Cộng Hòa. Ban đầu quân đội Bình Xuyên giành được không ít lợi thế, nhưng sau đó bị các đơn vị Nhảy dù Quân đội Quốc gia do Trung tá Đỗ Cao Trí chỉ huy sau năm ngày đã nhanh chóng áp đảo và đánh bật ra khỏi Sài Gòn-Chợ Lớn. Quân đội Quốc gia phản công, đáng kể nhất là lực lượng người Nùng thiện chiến của Ngô Đình Diệm đã đánh sang tận Tổng hành dinh của Bình Xuyên ở khu vực cầu Chữ Y khiến lực lượng Bình Xuyên phải triệt thoái khỏi Sài Gòn-Chợ Lớn và rút về mật khu Rừng Sác, hai bên sau đó vẫn giằng co suốt nhiều tháng trời.
Thủ tướng Diệm quyết định đặt Bảy Viễn và các thuộc cấp là Lại Văn Sang và Lại Hữu Tài ra ngoài vòng pháp luật. Ngày 21 tháng 5, Bảy Viễn và các thuộc cấp bị truy tố trước Tòa án Quân sự về các tội danh phá hoại và phản quốc. Ngày 21 tháng 9, Thủ tướng Diệm tổ chức Chiến dịch Hoàng Diệu (1955) do Đại tá Dương Văn Minh chỉ huy để truy kích tàn quân Bình Xuyên đang cố thủ tại mật khu Rừng Sác. Bảy Viễn may mắn được Pháp giúp giải thoát và đưa sang Pháp bằng phi cơ.

## Lưu vong và qua đời
Bảy Viễn đến Thủ đô Paris trong âm thầm như một du khách, kể từ đây ông bắt đầu cuộc sống lưu vong. Sau đó không lâu, nhờ thông qua Phòng nhì Pháp mà cả gia đình của Bảy Viễn cũng đưọc đưa qua Pháp đoàn tụ với ông. Việc người Pháp giải cứu và bảo vệ Bảy Viễn cùng gia đình của ông đã được ém nhẹm để giữ mối quan hệ hữu hảo giữa chính phủ Pháp và chính phủ Việt Nam Cộng hòa non trẻ mới được thành lập, ông Ngô Đình Diệm hiểu được điều này nên cũng không đòi hỏi hay đề nghị gì thêm với người Pháp, miễn là Bảy Viễn không được trở về Việt Nam. Dù vậy, ngày 13 tháng 1 năm 1956, Bảy Viễn và các thuộc cấp (Đã lưu vong) bị Tòa án Quân sự tuyên án tử hình khiếm diện về tội danh phá hoại và phản quốc, tước binh quyền và tịch thu tài sản.
Sau khi lưu vong ở Pháp, dù sống nơi xứ người, Bảy Viễn vẫn luôn dõi theo tình hình chiến sự ở Việt Nam. Theo các tài liệu và thư từ còn lưu giữ được bảo tồn ở Trung tâm Lưu trữ Quốc gia hiện nay, thì sau khi chính phủ Ngô Đình Diệm sụp đổ, từ năm 1964 đến năm 1970, Bảy Viễn liên tục gửi nhiều bức thư cho chính quyền mới ở Nam Việt Nam, phần lớn mang nội dung rằng Viễn xin được cùng gia đình hồi hương, trở về Việt Nam để sinh sống như những công dân bình thường, và cam đoan không can hệ đến chuyện quốc sự, nhưng nếu chính quyền có thiện ý mời ông làm cố vấn tiếp tục đối kháng với chính phủ Việt Nam Dân chủ Cộng hòa ở miền Bắc, thì dù có tuổi cao sức yếu, Viễn vẫn vui lòng góp sức. Tuy nhiên, những bức thư với lời lẽ trang trọng này lại không được đón nhận, và Bộ Nội vụ Việt Nam Cộng hòa thậm chí còn xếp xó vào kho lưu trữ tư liệu dưới dạng văn bản mật. Ngoài thư từ, có hẳn một công văn của Bộ Nội vụ Việt Nam Cộng hòa đề cập đến vấn đề lo ngại việc ông Lê Văn Viễn giữa các năm 1965 và 1968 đã thực hiện những chuyến du lịch đến các quốc gia láng giềng lân cận như Thái Lan và Campuchia, nhưng thực chất là đến tham dự các cuộc họp của các nhóm chính trị lưu vong ở hải ngoại.
Bảy Viễn có năm người vợ cùng nhiều con cái, tất cả vợ con đều được ông đón sang Pháp (trừ Thiếu tá Lê Paul - con trai trưởng của Bảy Viễn - bị bắt năm 1955 và bị tử hình tại Sài Gòn năm 1956). Các con của Bảy Viễn đều đỗ đạt thành tài và có địa vị khá trong xã hội Pháp. Con cháu-hậu duệ Bảy Viễn vẫn ở Pháp. Những năm tháng sống lưu vong, tuy được chính phủ Pháp bảo vệ và bảo trợ, nhưng Bảy Viễn nhờ có khối tài sản khổng lồ trong các ngân hàng được tích trữ từ thời còn là "Bố già" ở Việt Nam mà ông có thể sống thoải mái cùng gia đình trong một ngôi biệt thự ở ngoại ô Paris. Năm 1972, Bảy Viễn từ trần tại Paris, Pháp, hưởng thọ 68 tuổi.

## Chuyện bên lề

Bảy Viễn vuốt râu Cọp tại Tổng hành dinh, ảnh từ video clip

Năm 1972, tin cựu Thiếu tướng Lê Văn Viễn qua đời được đăng báo ở cả Pháp, Mỹ và Nam Việt Nam. Ngay sau đó, Hồ Hữu Tường - chính trị gia, nhà văn và nhà báo từng ủng hộ và hợp tác với Lực lượng Bình Xuyên - nhận lời "Tòa soạn Bách Khoa" viết bài báo ngắn về Bảy Viễn với nhan đề "Nhân việc Lê Văn Viễn từ trần - Một vài nhận xét về Cựu Thủ lãnh Bình Xuyên" cho "Đặc san Bách Khoa" mà trong đó ông Tường khiêm nhường khen ngợi cá tính Viễn. Hồ Hữu Tường viết rằng Bảy Viễn là người nghĩa hiệp, anh hùng trọng anh hùng nên dù mâu thuẫn gay gắt với tướng Nguyễn Bình đến mức tuyệt giao nhưng Viễn vẫn không thù oán gì cá nhân tướng Bình, và vào năm 1951, khi nghe tin Nguyễn Bình bị quân Pháp phục kích giết chết, Bảy Viễn không tỏ vẻ vui mừng gì mà chỉ ngồi trầm ngâm suy nghĩ. Là tay giang hồ tánh tình cương trực thẳng thắn nên vào những ngày đầu Cách mạng Tháng Tám, lực lượng của Bảy Viễn từ một nhóm nhỏ vô danh dần được biết đến và mở rộng quy mô, chiêu mộ được rất nhiều thanh niên ái quốc mà trong đó phần lớn là giới du đãng vốn là thành phần luôn bị xã hội kỳ thị xa lánh. Ưu điểm là vậy nhưng Hồ nhân sĩ cũng cho rằng vì chỉ có những ưu điểm trên nên đó đồng thời cũng là khuyết điểm dẫn đến thất bại của Bảy Viễn.

Bảy Viễn xoa đầu Beo tại Tổng hành dinh, ảnh từ video clip

Bảy Viễn thích nuôi một số loài thú dữ. Ở trong Tổng hành dinh sát cầu chữ Y, Bảy Viễn nuôi một con Hổ cái nhốt trong chuồng sắt và nuôi Báo xích trên cũi gỗ, những khi nhàn rỗi thì ông có thể vuốt râu Hùm xoa đầu Beo. Ngoài ra Viễn còn nuôi Cá Sấu thả ở trong ao ngoài sân vườn cùng nuôi rất nhiều loài chim và thú quý hiếm khác. Có một giai thoại do ông Hồ Hữu Tường thuật lại rằng Bảy Viễn quý loài Hổ đến mức trong một lần đi săn, đang lúc rình mồi thì một con Hổ từ đâu nhảy ra chồm lên vồ trúng các ngón chân của Viễn tạo nên vết thương khá sâu. Bảy Viễn tuy ngồi xổm và bị tấn công bất ngờ nhưng vẫn không lung lay hay trượt ngã, và với khẩu súng săn trong tay, nếu bắn một phát thì Hổ sẽ chết ngay, nhưng vì thương tình mà Viễn chỉ quát lớn một tiếng để Hổ hoảng sợ bỏ chạy.
Từng tồn tại tin đồn rằng Bảy Viễn còn rất nhiều kho báu như tiền và vàng ở miền Nam Việt Nam, nên sau khi đánh bại quân Bình Xuyên năm 1955, chính phủ Ngô Đình Diệm dưới sự điều hành của cố vấn Ngô Đình Nhu đã truy tìm tịch thu, nhiều khả năng điều này đã dẫn đến cái chết của Thiếu tá Lê Paul - con trai trưởng 27 tuổi của Bảy Viễn. Theo tác phẩm "Bảy Viễn - Thủ lĩnh Bình Xuyên" của nhà văn Nguyên Hùng cũng như một bài báo mạng, thì trong cuộc chiến cuối năm 1955, Bảy Viễn cùng các thuộc cấp thân tín như Lại Hữu Tài, Lại Văn Sang, Tư Hiển cùng con là Lê Paul đã mạo hiểm thoát ra khỏi Rừng Sác, tới con lộ 15, mượn xe chạy thoát ra Vũng Tàu, nơi có đông quân Pháp trú đóng để chờ tàu chở về nước, tuy nhiên Lê Paul đã không thể chạy thoát theo cha được và bị bắt khi đang loay hoay tìm đường thoát thân. Để chuộc lại con trai, Bảy Viễn cố gắng thương lượng với Ngô Đình Nhu về việc bàn giao tiền bạc gửi trong các ngân hàng nhưng bất thành nên Lê Paul bị giam giữ đến tháng 4 năm 1956 thị bị tử hình.
Phần lớn dư luận ở miền Nam Việt Nam trước năm 1975 cho rằng kho tàng Bảy Viễn sau năm 1955 đã bị các tướng lĩnh và sĩ quan cấp cao của Quân lực Việt Nam Cộng hòa tẩu tán một phần, phần còn lại giao cho chính quyền Nam Việt Nam, nhưng sau này nhờ vào các bài báo và bài viết của một vài ký giả và luật sư nên cũng có dư luận cho rằng tất cả số kho báu ấy đã được quân đội Việt Nam Cộng hòa tường trình và bàn giao minh bạch cho chính phủ, sang năm 1956 thì Tổng thống Ngô Đình Diệm quyết định sử dụng số kho báu ấy (Bao gồm vàng và tiền mặt) để xây dựng và thành lập Cô nhi viện Quốc gia.
Bảy Viễn là người mê cổ nhạc và mến mộ tiếng hát của cô Năm Cần Thơ, nên khi Viễn được phong chức Khu bộ phó Chiến khu 7 và mở tiệc liên hoan, đã cho nhạc sĩ Hai Dậu - trưởng Ban văn nghệ Chi đội 9 - về Sài Gòn mời danh ca cổ nhạc cô Năm Cần Thơ vào chiến khu Rừng Sác tham gia văn nghệ góp vui. Đến khi về thành và làm chủ khu Chợ Lớn, Bảy Viễn đã cho cô Năm Cần Thơ mở quán rượu ca cổ nhạc tên "Quán Họa Mi" trong khuôn viên hý trường Đại Thế Giới.
Theo một nguồn khả tín, cố nghệ sĩ cải lương Út Bạch Lan lúc nhỏ từng là con nuôi Bảy Viễn. Cố nghệ sĩ cải lương Ba Xây (người gốc Hoa) cũng từng là thông dịch viên tiếng Hoa cho Bảy Viễn (có thể Bảy Viễn chỉ biết tiếng Triều Châu và chút ít tiếng Quảng Đông, nên cần có thông dịch viên kề cận khi giao hảo với các đại phú gốc Quảng Đông hay người từ Hồng Kông mới đến).

## Danh thoại
- "Đưa tôi vũ khí và tôi sẽ trông chừng bọn Cộng Sản"